# Zivilcourage (John F. Kennedy)
Zivilcourage (Originaltitel: Profiles in Courage) ist ein 1956 erschienenes Werk des damaligen US-Senators von Massachusetts John F. Kennedy.
Kennedy beschreibt darin am Beispiel von acht verschiedenen Senatoren aus der US-amerikanischen Geschichte, dass Zivilcourage die wichtigste Eigenschaft eines Politikers sei. Die biografischen Texte behandeln Politiker, die gegen ihre früheren Überzeugungen, gegen die Linie ihrer Partei oder gegen die öffentliche Meinung gehandelt haben. Es stellt folgende Senatoren vor:
- John Quincy Adams
- Daniel Webster
- Thomas Hart Benton
- Sam Houston
- Edmund G. Ross
- Lucius Quintus Cincinnatus Lamar
- George W. Norris
- Robert A. Taft

Das Werk fand in den Vereinigten Staaten große Beachtung und Kennedy erhielt dafür 1957 den Pulitzer-Preis. Es gab immer wieder Behauptungen, dass ein Ghostwriter den Text verfasst habe, etwa Gore Vidal oder Kennedys Redenschreiber Ted Sorensen. Als Ted Sorensen 2008 seine Memoiren veröffentlichte, bekannte er sich zu der Autorschaft.